# Yilgarnia currycomboides
Yilgarnia currycomboides là một loài nhện trong họ Nemesiidae.
Yilgarnia currycomboides được miêu tả năm 1986 bởi Main.